# Хайнрих фон Тане
Хайнрих фон Тане (на немски: Heinrich von Tanne; * ок. 1190; † 25 август 1248) е княжески епископ на Констанц (1233 – 1248).

## Живот
Син е на Фридрих фон Тане († 1197, убит при Монтефиасконе) от влиятелния род фон Тане-Валдбург. Брат е на Бертолд фон Тане († сл. 1216), Еберхард I († сл. 1237), съветник на германския крал Хайнрих VII, и на Перегрин фон Тане († 1253), провост на „Св. Стефан“ в Констанц. Незаконните му братя са Конрад фон Тане, Шенк на Тане-Винтерщетен († сл. 1222) и Фридрих фон Тане († сл. 1224). Внук е на Бертолд фон Тане († сл. 1192). Потомък е на Ебирхардус де Тане († 1182), министериал на Велфите (1162 – 1182). Племенник е на Конрад IV фон Тан († 1236), епископ на Шпайер (1233 – 1236).
Хайнрих първо е домхер (1204 – 1212), домпропст (1219 – 1233), пропст на „Св. Стефан“ в Констанц (1225 – 1230), домпропст в Аугсбург (1228 – 1230). През есента на 1220 г. той придружава крал Фридрих II в Италия. През октомври, малко преди короноването за император, той е пратеник в папската курия и през есента на 1222/1223 г. е в императорския двор в Южна Италия. От 1224 до август 1230 г. ръководи канцеларията на Хайнрих VII Хоенщауфен.
През 1233 г. Хайнрих е избран за епископ на Констанц. Като епископ той съдейства за основаването на манастири.
След смъртта му за епископ на Констанц е избран на 3 септември 1248 г. г. племенникът му Еберхард II († 1274), син на брат му Еберхард I фон Тане-Валдбург и Аделхайд фон Валдбург.